# Jヴィレッジスタジアム
Jヴィレッジスタジアム（ジェイヴィレッジスタジアム, 英語: J-VILLAGE Stadium）は、福島県双葉郡楢葉町と広野町に跨がって立地するサッカーのナショナルトレーニングセンター・Jヴィレッジのメインスタジアム（球技場）。スタジアムの住所としては広野町になる。

## 概要
Jヴィレッジの施設の一つであるが、センター棟（宿泊施設）やトレーニングピッチのあるエリアから南に離れた県道上北迫下北迫線沿いの場所にあり、JFAアカデミー福島の男子寮（柊寮）と共に単独で立地する。
個別席で5,000人収容のメインスタンド・バックスタンドを備え、有料試合の開催に対応する。サイドスタンドはなく（南側は急斜面の芝生、北側は崖地となっている）、北側に大型の電光掲示板が設けられている。大型映像装置もなく、試合開催時には選手名を掲出するボードをピッチ脇に用意する。屋根はメインスタンドのみにかかる。
客席の入口は南側ゴール後方とメインスタンドのみ。夜間照明は2018年6月にLED照明4基が設置されたが、照度が1基当たり500LxでJリーグのスタジアム基準（1500Lx以上）を満たしていない。

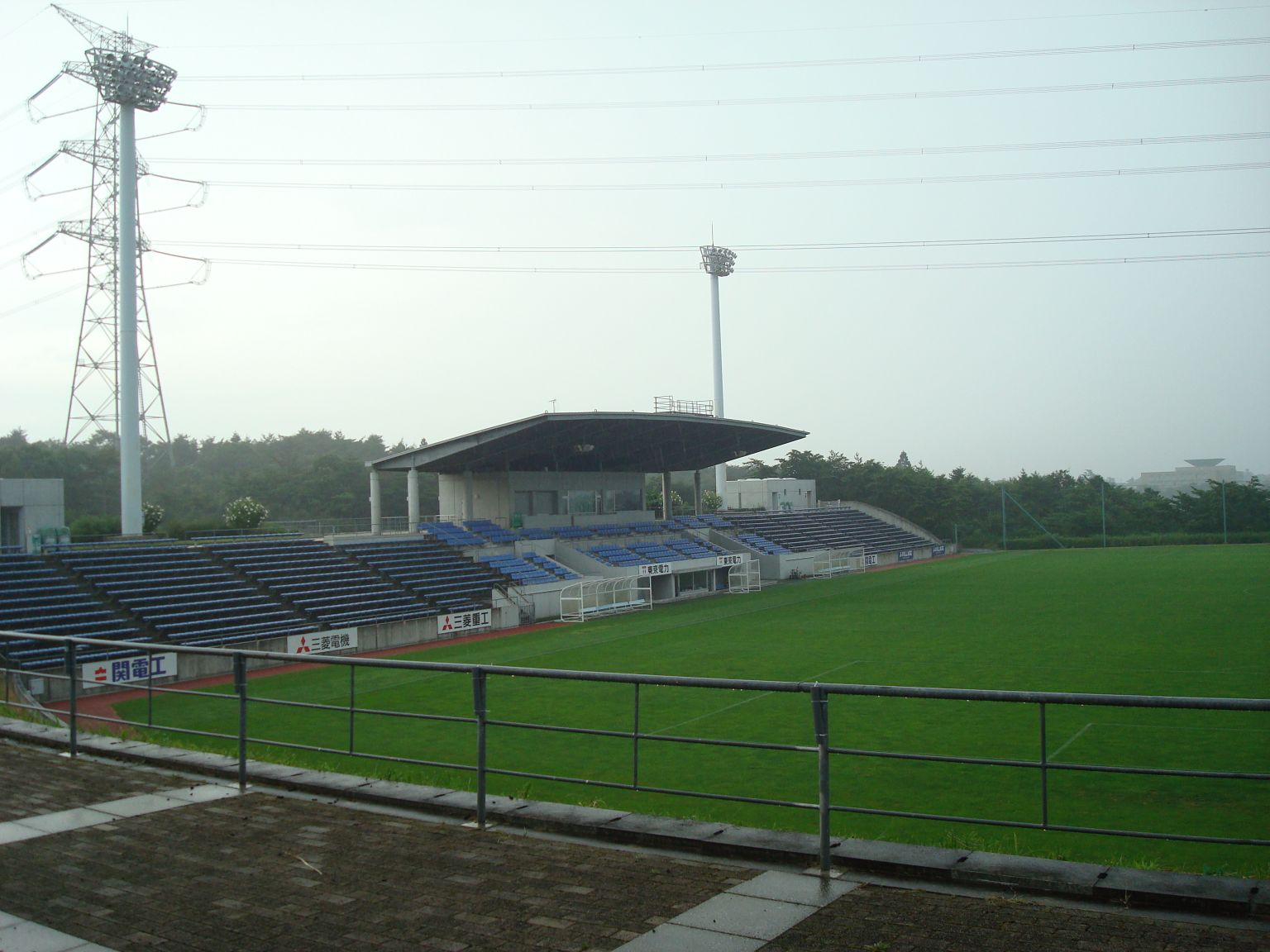
メインスタンド
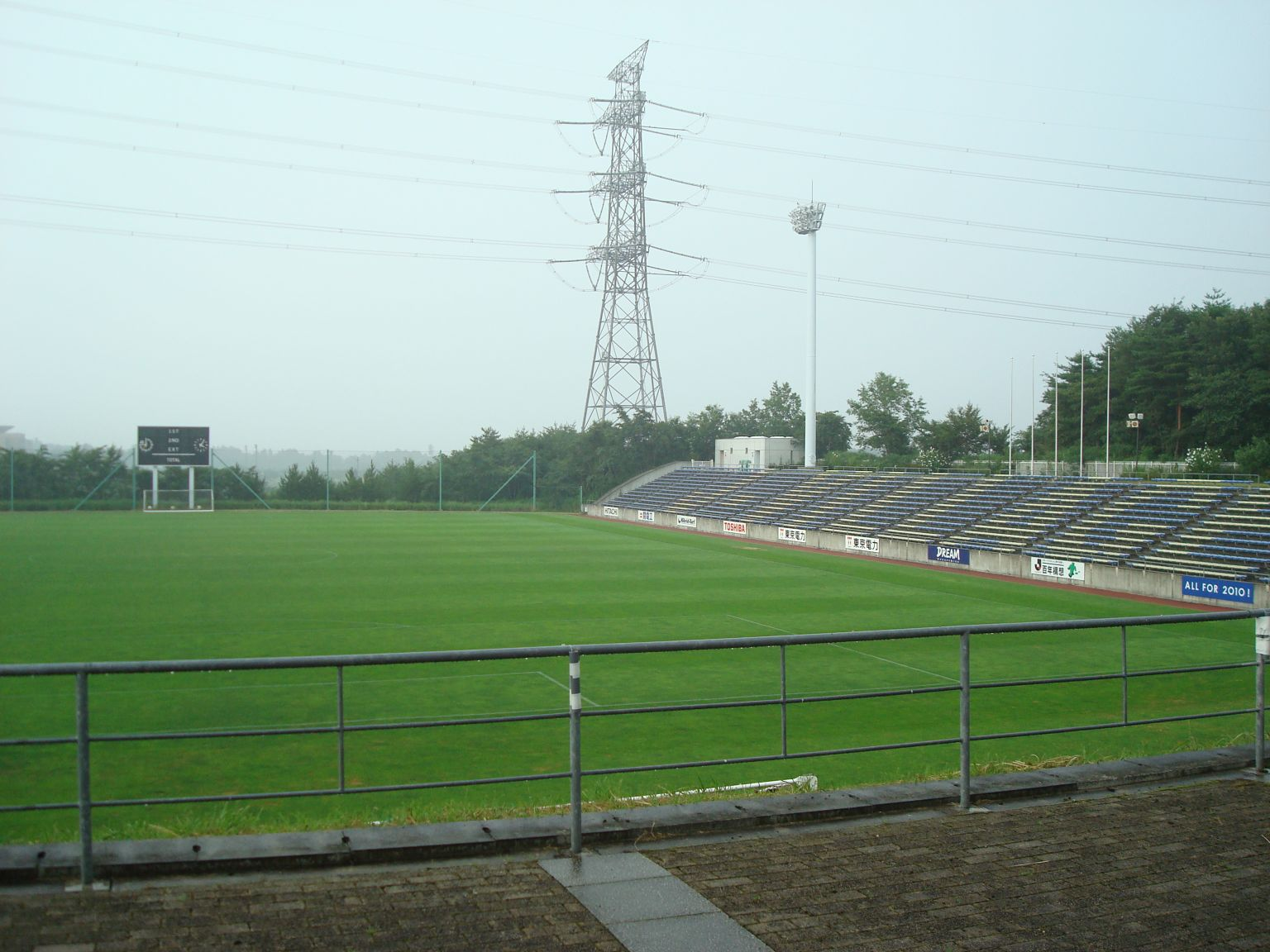
バックスタンド

## 利用
- 東京電力女子サッカー部マリーゼがホームスタジアムとして使用していた。
- 日本プロサッカーリーグ（Jリーグ）では、2005年4月16日にJ2第7節・モンテディオ山形vs湘南ベルマーレが行われたのが初めての例となる。同スタジアムはJ2公式戦開催規定を満たしていないが、山形の本拠地である山形県総合運動公園陸上競技場の芝生が生育不良だったため、その代替会場として、試合3日前に同スタジアムへの試合会場変更が決められた。当日の観客数は1647人であった。
- 全面再開後は、2019年8月10日に明治安田生命J3リーグ第20節・福島ユナイテッドFCvs藤枝MYFCの試合が開催された。その後福島Uの本来の本拠地であるとうほう・みんなのスタジアムの芝生の状態悪化を理由に9月・10月の主催2試合が追加された[2]。また、FC東京U-23も同年に主催試合を2試合開催した。
- かつてジャパンフットボールリーグ（旧JFL）に参加していた福島FCは、1997年シーズンで当スタジアムにてホームゲームを2試合開催しており、うち8月28日にはJFL加盟時唯一のナイトゲームとして川崎フロンターレ戦を開催した。
- なでしこリーグは、営業全面再開日の2019年4月20日に、2019プレナスなでしこリーグ1部第4節・ジェフユナイテッド市原・千葉レディースvsマイナビベガルタ仙台レディース（ジェフのホームゲーム）が行われている[3][4]。
- いわきFCが2020年から2021年まで日本フットボールリーグで主催試合を開催した。また、2021年のJ3ライセンス申請に際し、Jヴィレッジスタジアムをホームスタジアムとして申請[5]。2022年のJリーグ加盟後もJヴィレッジスタジアムをホームスタジアムとして使用している。但し上記の通り、最大照度が500ルクスのみであり、J3以上を開催するための照度を満たしていないため、いわきFCが継続的に参戦できるようにするために、2023年度からはいわきグリーンフィールドを改築の上本拠地に戻した。

## アクセス
- JR常磐線 Jヴィレッジ駅より徒歩約15分（1.2km）
- JR常磐線 広野駅より車で7分（3.5km)
- 常磐自動車道 広野ICより車で6分